# Yohji Yamamoto
Yohji Yamamoto (山本 耀司?, Yamamoto Yōji; Tokyo, 3 ottobre 1943) è uno stilista giapponese.

## Biografia
Dopo essersi laureato in legge all'Università Keio nel 1966, Yamamoto prosegue i propri studi di design della moda alla Bunka Fashion College. Dopo aver presentato le proprie creazioni prêt-à-porter nel 1977, debutta a Parigi nel 1981, Yamamoto diventa rapidamente uno degli stilisti più influenti sulla scena dell'alta moda. Le sue principali linee di abbigliamento Yohji Yamamoto (unisex) e Y's, ottengono un grande successo commerciale, soprattutto a Tokyo, anche se entrambi marchi sono venduti anche nelle boutique a New York, Parigi e Anversa. Ha inoltre realizzato una versione limited edition della maglia del Real Madrid.

Nel 1989, il regista Wim Wenders realizza un documentario sulla vita e la professione di Yamamoto, intitolato Appunti di viaggio su moda e città.

Marchio della casa Yohji Yamamoto

In anni più recenti Yamamoto ha avviato diverse collaborazioni con marchi come Adidas (una linea di abbigliamento sportivo chiamata Y-3), Hermès, Mikimoto, Supreme e Mandarina Duck, che hanno aumentato il bacino di utenza del brand giapponese, permettendogli di aprire nuovi negozi nel mondo, e la prima boutique Y-3 a New York. Inoltre collaborazioni con artisti di vario genere (Elton John, i Placebo, Takeshi Kitano - per il quale ha realizzato i costumi per i film Brother, Dolls e Zatoichi-, Pina Bausch e Heiner Müller), hanno dato l'occasione allo stilista di mostrare differenti lati della sua estetica.
Fra i clienti di Yamamoto si possono citare Herbie Hancock, Chris Lowe, Pete Wentz, Steve McQueen, la stilista Donna Karan,  la cantante Anna Oxa e l'attore Justin Theroux. Yamamoto ha anche disegnato i costumi di scena per i concerti di Jean-Michel Jarre.

## Lo stile
(Intervista di Yohji Yamamoto su Elle del 1999)
Lo stile Yamamoto venne definito dalla stampa "moda post-atomica", per via dei tagli irregolari e degli ampi squarci che caratterizzano i suoi abiti. Dal 1983, la moda Yamamoto (insieme a quella di Rei Kawakubo), inizia a influenzare le passerelle occidentali. Già dalla metà degli anni ottanta, gli viene riconosciuto dai suoi colleghi il titolo di "maestro". Nelle collezioni del 1997 rende omaggio a Chanel e Dior, invertendo le proprie tendenze innovative, e recuperando canoni e stilemi della moda tradizionale.